# Pretty Easy privacy
pretty Easy privacy (p≡p) est un logiciel de chiffrement et de vérification des données.
Le logiciel permet une gestion des clés cryptographique par l'intermédiaire d'un ensemble de bibliothèques (fournissant des adaptateurs p≡p pour les langages de programmation et les environnements de développement utilisés par les développeurs d'applications informatiques.
L'objectif principal du logiciel est de faire du chiffrement de bout en bout la méthode de communication par défaut pour tous les utilisateurs de la manière la plus simple possible et sur tous les canaux qu'ils utilisent, y compris le courrier électronique, les SMS et tous les autres types de messages.
Le logiciel est disponible sous forme d'extension pour Mozilla Thunderbird et sous forme d'application en version bêta pour Android alors qu'une application iOS ainsi qu'une extension pour Microsoft Outlook sont en cours de développement. P≡p fonctionne sous Microsoft Windows, les systèmes d'exploitation de type Unix, les systèmes d'exploitation Mac OS X et sous Android. Sa fonctionnalité cryptographique est gérée par le moteur p≡p open source s'appuyant sur des implémentations cryptographiques déjà existantes dans des logiciels comme GnuPG, une version modifiée de netpgp (utilisée uniquement dans iOS) et GNUnet (à partir de p≡p v2.0).
Dans sa configuration par défaut, p≡p ne s'appuie pas sur une toile de confiance ou toute forme d'infrastructure de confiance centralisée, mais laisse les utilisateurs vérifier l'authenticité des autres en comparant les empreintes de clé publique sous la forme de chaînes de langage naturel que les développeurs p≡p appellent des mots de confiance.
Tous les codes sources du logiciel déjà publiés, c'est-à-dire le moteur p≡p, les adaptateurs, les applications et les addons (y compris ceux pour Microsoft Outlook) sont des Free/Libre Open Source Softwares.

## Histoire
Pretty Easy privacy est lancé le 15 septembre 2014 pour Microsoft Outlook uniquement. Son cofondateur est Leon Schumacher.
En 2021, Schumacher est critiqué pour avoir acheté la publication de faux avis positifs sur le Play Store à une agence spécialisée.

## Principes de conception
Par-dessus tout, p≡p - contrairement aux solutions cryptographiques existantes - vise à être facile à installer, utiliser et comprendre. De plus, pour leurs communications, les utilisateurs ne dépendent pas d'une plateforme spécifique (web ou système d'exploitation), d'un système de transport de messages (SMS, courrier électronique, XMPP, etc.) ou d'infrastructures client-serveur ou infonuagiques centralisées : p≡p est 100 % pair-à-pair (peer-to-peer).

## Support d'Enigmail
Enigmail (une extension de chiffrement et de signature numérique du courrier électronique pour Mozilla Thunderbird et SeaMonkey) a annoncé son soutien pour le nouveau schéma de chiffrement pretty Easy privacy dans une extension Thunderbird qui devait être publiée en décembre 2015.
En juin 2016, une note de la FAQ de p≡p indiquait que le logiciel devait être disponible au troisième trimestre de 2016 et Patrick Brunschwig, le responsable d'Enigmail, avait annoncé l'implantation de la fonctionnalité de base de p≡p dans Enigmail pour octobre 2016, à temps pour le Mozilla Festival qui devait avoir lieu à ce moment à Londres.